# Store Tåstrup Sogn
Store Tåstrup Sogn 
ist eine Kirchspielsgemeinde (dän.: Sogn)
auf der Insel Sjælland im südlichen Dänemark.
Bis 1970 gehörte sie zur Harde Merløse Herred im damaligen Holbæk Amt, danach zur Tølløse Kommune im Vestsjællands Amt, die im Zuge der  Kommunalreform zum 1. Januar 2007 in der Holbæk Kommune in der Region Sjælland aufgegangen ist.
Im Kirchspiel leben 1759 Einwohner (Stand: 1. Januar 2023).
Im Kirchspiel liegt die Kirche „Store Tåstrup Kirke“.
Nachbargemeinden sind im Nordwesten Ugerløse Sogn, im Norden Tølløse Sogn und im Nordosten Kirke Eskilstrup Sogn, ferner in der benachbarten Ringsted Kommune im Südosten Haraldsted-Allindemagle Sogn und in der benachbarten Sorø Kommune im Westen Stenmagle Sogn. Store Tåstrup Sogn verfügt über eine Exklave zwischen den Nachbarsogne Kirke Eskilstrup Sogn und Haraldsted-Allindemagle Sogn.